# Dipòsit digital Trencadís
Trencadís és el dipòsit digital d'accés lliure i gratuït de la Xarxa de Biblioteques Municipals (XBM) de la província de Barcelona, que té com a objectiu promoure i difondre la cultura local, i preservar i facilitar l'accés a aquelles col·leccions úniques i valuoses de les biblioteques de la Xarxa.

## Característiques
Trencadís cobreix les necessitats d'emmagatzematge i difusió de les col·leccions digitalitzades de les biblioteques de la XBM i dona visibilitat als fons locals digitalitzats de la xarxa. Uns materials que, per les seves característiques, singularitats i valor, cal preservar i poder-los difondre a través d'Internet. Les col·leccions del fons es van ampliant a mesura que les diferents biblioteques envien les corresponents sol·licituds d'incorporació de nous materials documentals.
Trencadís es va posar en marxa el 23 d'abril de 2012 i segueix el camí iniciat amb el projecte de digitalització de fons local, orientat a la preservació i difusió "Programa de digitalització de publicacions periòdiques d'àmbit local" que va engegar la XBM l'any 2000, i del qual s'incorporen al dipòsit els seus 251 títols.
Actualment, Trencadís col·labora amb la impulsió del portal Arca (Arxiu de Revistes Catalanes Antigues), aportant revistes provinents del seu fons, a conseqüència de la signatura del conveni entre Diputació de Barcelona i la Biblioteca de Catalunya.
Des del juny de 2015 Trencadís ha renovat el seu portal web, incorporacnt un nou programari en la pantalla principal en què es presenten les col·leccions per tal de fer-lo més accessible i intuïtiu i permetre el lliure accés a fotografies, revistes i cartells d'interès històric per la difusió de la cultura local. A més d'adaptar el disseny als dispositius mòbils, ara es permet filtrar els resultats per períodes. També, durant el 2015, Trencadís ha inclòs entre els seus fons els dietaris de biblioteques històriques, entre els anys 1920 i 1959, que s'han convertit en un testimoni viu de la història d'una època. Una altra de les incorporacions, ha estat una col·lecció de premsa local des del segle xix ordenada per municipis.

## Objectius
Els principals objectius d'aquest dipòsit digital són:
- Refermar els processos per preservar els recursos d'informació digital i millorar l'accés al públic dels materials documentals d'especial interès (que acostumen a ser únics i/o poc coneguts), que formen part de les col·leccions locals de les biblioteques de la XBM.
- Estimular la creació de nous continguts, principalment de temàtica local, perquè puguin ser consultats pels ciutadans des d'un mateix portal.
- Oferir recursos i suport als municipis de la província de Barcelona en la recuperació de la memòria històrica.
- Promoure i difondre la cultura local facilitant l'accés a tota mena de materials culturals i de qualitat, nascuts digitalment o bé impresos i digitalitzats posteriorment[3]
- Preservar documents antics en risc de deterioració[3]

## Requisits
Dels materials susceptibles de formar part de Trencadís es valoren, especialment, una sèrie de factors com ara que siguin col·leccions de temàtica local o de temàtica especialitzada, d'interès general per a la recerca. Així com que formin part del fons de les biblioteques de la XBM (ja siguin els documents originals o bé una còpia digital per a la difusió pública). A banda d'això, que la col·lecció tingui un valor intel·lectual i/o històric. També, que es pugui disposar d'una col·lecció completa o amb possibilitats que estigui completa en el futur; o bé, que tingui un sentit unitari. O que les capçaleres de les publicacions periòdiques estiguin tancades, completes o amb possibilitat de poder-se completar. (No s'inclouran números solts). També, que tinguin tècnica, ja que l'estat físic del document original ha de permetre’n la digitalització. I altrament, que compleixin la legislació vigent sobre els drets de la propietat intel·lectual. I si les obres no són de domini públic, caldrà disposar de la cessió dels drets d'autor, pel que fa a la reproducció i comunicació pública.

## Tipus de documents digitalitzats
Els materials del fons poden procedir de la digitalització de documents físics ja existents; o bé, haver estat creats originàriament ja de manera digital:
- Premsa local: diaris, revistes, butlletins, ...
- Manuscrits.
- Imatges: fotografies, cartells, postals, programes de festa major, goigs, auques, calendaris, ...
- Monografies impreses.
- Partitures.
- Plànols i mapes.
- Documents sonors: música, sons, documents parlats.
- Videoenregistraments i pel·lícules.

## Priorització
De tot el material documental que forma part de Trencadís s'ha de poder justificar la forta inversió de recursos que comporta tot el procés d'incorporació, ja que el dipòsit digital té certes limitacions (sobretot econòmiques) i cal marcar uns criteris de priorització. Per aquest motiu es tindrà en compte:
- La quantitat de consultes, préstecs o reserves (la demanda d'ús de les col·leccions) que se’n fa o se’n pot fer.
- L'estat físic dels documents o la dificultat que existeix per poder-hi accedir.
- L'originalitat o unicitat dels documents o de les col·leccions.
- Que les col·leccions i els documents no formin part en cap altra dipòsit digital d'accés públic a través d'Internet.

## Avantatges i inconvenients de dipositar el fons digitalitzat
Dipositar en el Trencadís un extens fons documental ja digitalitzat de documents i col·leccions úniques, o poc conegudes (bàsicament de temàtica local), comporta un seguit d'avantatges i d'inconvenients que cal tenir molt en compte i valorar. Pel que fa als avantatges podem destacar el compliment dels estàndards internacionals d'intercanvi d'informació per garantir la interoperabilitat, amb altres dipòsits institucionals. També són clars avantatges, el manteniment i l'actualització del software que gestiona el dipòsit digital; o bé, el suport en el procés de digitalització i la col·laboració en la correcta catalogació del material documental. No és gens menys important, la integració de la col·lecció digitalitzada al catàleg col·lectiu de la XBM; o els ajuts econòmics, directes i/o indirectes per realitzar la digitalització de les col·leccions. Tot i així, també hi ha un parell d'inconvenients que no es poden desestimar. Per una banda, cal una adaptació de la biblioteca en qüestió a la Política de col·lecció marcada per la Gerència de Serveis de Biblioteques. I, per una altra banda, també cal que aquesta s'adapti a un calendari d'actuacions per fases.